# Мирко Михић
Мирко Михић (Београд, 24. јул 1965) бивши је југословенски и српски фудбалер.

## Каријера
Михић је рођен 24. јула 1965. године у Београду. На почетку фудбалске каријере играо је за тузланску Слободу. Играо је у југословенској Првој лиги за сплитски Хајдук, Рад и Земун. Касније се придружио Еордаикосу у грчкој другој дивизији и затим прелази у Кавалу која је играла у грчкој Суперлиги. Каријеру је завршио на Кипру у клубу Неа Саламина Фамагуста.
Био је у саставу југословенске репрезентације на Летњим олимпијским играма у Сеулу 1988. године.